# Emiliella palhinhana
Emiliella palhinhana là một loài thực vật có hoa trong họ Cúc. Loài này được Torre mô tả khoa học đầu tiên năm 1972.